# Passalus unimagdalenae
Passalus unimagdalenae (лат.) — вид сахарных жуков рода Passalus из семейства пассалиды (Passalidae). Неотропика (Колумбия). Авторы посвятили этот вид Университету дель Магдалена (Universidad del Magdalena) в честь 50-летия со дня его основания, в течение которого он внес свой вклад в биологические исследования в колумбийском Карибском бассейне. Имеют длину около 2 см (19,5—22,4 мм), чёрные, блестящие. Глаза и крылья развиты. Тело субцилиндрическое. Передняя граница лица с сильной срединной выемкой, без вторичных медиально-фронтальных бугорков. Медиофронтальный и латерофронтальный бугорки слиты, крупные. Центральный бугорок с несвободной вершиной. Латеропостерные бугорки мелкие, слабо выраженные. Глаза крупные. Антеннальная булава трехламеллярная, с длинными ламелями. Лацинии с вершиной двузубчатые. Медиобазальная область ментума выступающая и голая. Маргинальная борозда расширена, занимает 2/3 переднего края пронотума. Простернеллюм ромбовидный, усеченный. Мезостернум голый, за исключением нескольких коротких волосков на переднем крае; мезостернальные рубцы малозаметны и удлинены. Переднеспинка и в латеральной борозде голые; диск гладкий и окаймлен точками от заднего до латерального края. Плечи с длинными волосками у основания, надкрылья голые. Передне-вентральный край ререднего бедра с заметной бороздкой. Мезо- и метатибии с небольшими шипиками или не вооружены.  Клипеус скрыт под лицевым склеритом. Фронтоклипеус отсутствует.